# メリンダ・ウィンザー
メリンダ・ウィンザー（Melinda Windsor, 1944年6月25日 - ）は、アメリカ合衆国の男性向雑誌PLAYBOY誌・1966年2月号のプレイメイト。オハイオ州アクロン出身。当時カリフォルニア大学ロサンゼルス校 (UCLA) に在籍中の21歳の学生によって使用された偽名であった。その中央見開き折込ページ（センターフォールド）は、トニー・マルコ (Tony Marco) によって撮影された。

## 人物
彼女は保険査定者として働き、UCLAの夜間クラスに通っていた。大学の課程を終え、大学院に通う授業料を稼ぐためにPLAYBOYに出演した。彼女の志望はPhDを取得して教師になることであった。彼女は1966年後半に学士課程を終えた。
小さな論争が彼女のPLAYBOY出演後に起こった。新聞記事によれば、大学は「メリンダ・ウィンザー」という名で登録されている学生は1人もいないと主張した。雑誌の読者たちは、PLAYBOYの編集者に真相をただすべく手紙を書いた。PLAYBOYは「メリンダ」が撮影を行なった1965年の秋にはUCLAの学生であったが、1966年の冬には登録されていなかった、そして彼女は偽名を使用したと回答した。
彼女が本当の身元を護るために偽名を使用したため、PLAYBOYにより公表されているプレイメイト・データシート、あるいは本稿で繰り返されている彼女の経歴は正確でない可能性がある。